# 得珍保
得珍保（とくちん の ほ）は日本の中世、遅くとも鎌倉時代頃から戦国時代まで近江国蒲生郡（現・東近江市）に存在した延暦寺東塔東谷仏頂尾衆徒領の荘園である。保内の今堀日吉神社に保蔵されていた文書によって座商人たちの商業活動が判明している数少ない例であり、後の近江商人につながる中世後期商人たちの拠点となった荘園でもある。また惣結合（郷村の自治結合）が発達した地としても有名。

## 得珍保の成立と惣結合
保（ほ、ほう）とは元来、律令制における行政単位（国・郡・里）が平安時代中期（11世紀頃）に崩壊する中、国衙領が再編され、郷（霊亀元年（715年）に里から改称）や名（別名）と並ぶ行政単位となったものである。未開墾地の開発申請に応じて、国守が認可を与えた荘園を指し、開発申請者が保司に補任された。
「得珍保」の名は比叡山延暦寺の僧であった得珍（徳珍とも）が平安時代後期に愛知川から用水路を引いて農地化したことに由来する。その後農民が定着し、多くの郷が発展した。14世紀以降、保内は上下各4郷に編成され、上四郷（田方）は柴原西村、美並村、二俣村、上大森村、下大森村、平尾村、尻無（しなし）村から成り、下四郷（野方）は蛇溝村、今在家村、金屋村、中野村、小今村、東古保塚（ひがしこぼちづか）村、今堀村のそれぞれ7箇村から成っていた。これらは保内郷と称する。各郷には日吉大社（山王権現）を勧請した社が設けられ、村落の祭祀結合の中心となっていた。それらの宮座を中心として遅くとも鎌倉時代ごろには各郷に惣結合が発達していた。得珍保の中心的存在となっていたのは今堀村で、今堀日吉神社に村の共有文書や商人団の文書が保管されており、この今堀日吉神社文書によって宮座を中心とする惣結合の実態や保内座商人の活動の詳細を知ることができる貴重な史料となっている。
弘和3年（1383年=永徳3年）付の「今堀郷結鎮頭定書案」は今堀十禅師権現（今堀日吉神社）の宮座行事を規定したものであるが、文末には「仍衆儀之評定如斯（よって衆議の評定かくのごとし）」とあり、この定書が宮座の衆議で決定されたことが分かる。しかし、中人（ちゅうにん）・間人（もうと）などと称された農民は宮座に参加することはできたものの3歳年下の扱いを受けるなどの差別もあった。座の閉鎖性はこれに限らず、旅人を村内に留めることを禁止したり、養子に関わる様々な規程を設けるなどの規制もたびたび掟書で定められている。延徳元年（1489年）の「今堀地下掟書案」20箇条には、身請人のいない他村人の滞留禁止、森林伐採の禁止、犬の飼育禁止、村の生活規範など、風紀の規制が細かく定められていた。今堀惣の掟の中で15世紀の早い段階のものは宮座加入金の納付や郷民の序列など、今堀日吉神社の祭祀に関わる規程が大きな比重を占めていたが、16世紀に入る頃には惣寄合への出席の義務、森林伐採、肥料の確保といった現実的な問題に関する処罰規定が前面に打ち出されるようになっていった。

## 保内商人の活動

### 保内商人の成立
得珍保各郷の住民は元々農民が主であったが、東山道・東海道に接するという立地の良さから、古くより商業活動にも従事し、御服座・紙座・塩相物座などの座を結成した。14世紀前半頃までには下四郷7箇村を中心に保内商人（野々郷商人、野々川商人とも）が成立したと見られる。下四郷は畑作地域で上四郷に比べ水利が悪く、水田化が遅れたことも、下四郷の者が商業に従事するきっかけとなった。彼らは琵琶湖西へ出て九里半街道・七里半街道を若狭小浜港へ出るルート、鈴鹿山脈の八風（はっぷう）街道・千草街道を越えて伊勢桑名港へ抜けるルート、東山道を美濃へ向かうルートなどを利用し、東は美濃・尾張から西は京都まで広い行商区域を網羅しており、美濃・伊勢・若狭の物産を京・近江へ運んで売るという、畿内近国の流通を担っていた。取り扱った商品としては美濃紙・陶器・木綿・麻苧・呉服・馬・塩・干魚などが中心であった。宮座の掟以外にも、商人としての心得を厳しく定めた掟書が定められている（永正15年（1518年）保内南郷の6箇条の商売掟などが残されている）。

### 他の座商人との対立
中世の座はそもそも排他的な特徴を有していたが、保内商人たちも小幡・石塔・沓掛など近隣郷の商人との連合して、四本商人（しほんしょうにん）あるいは山越衆中（やまこししゅうちゅう）と称される集団を形成し、他の琵琶湖周辺の座商人と対決していく。大永7年（1527年）には保内と同様に、四本商人内でも厳しい商業倫理を定めた掟書が作成され、団結を強めていたことが分かる。初期には売り場となる市の営業独占、戦国時代には商品を運ぶ交通路独占を狙って、他商人との闘争を繰り返し、それを本所の延暦寺や近江守護の佐々木氏（六角氏）に訴えた裁判記録も多く残されている。
四本商人はまず近江から伊勢路へ抜ける八風街道・千草街道両峠の交通路独占を試みて、他の商人と争論を繰り返した。保内商人の中には六角家臣の後藤氏・布施氏などとの間で主従関係を結ぶものもあった。寛正4年（1463年）閏6月3日には同じく比叡山の支配下にあった横関（現・竜王町）商人との間で、御服座の特権について延暦寺内根本中堂において争論が行われ、延暦寺は双方の権利を認める裁決を行っている。湖東商人としては後発組に属する保内商人は、このように延暦寺や六角氏の庇護の下、既存の商人の特権を浸食することで勢力を広げていく。
また伊勢への通商路を独占する四本商人に対し、若狭との通商を独占していた田中江・小幡・薩摩・八坂・高島南市の五箇商人と呼ばれる対立商人が存在した（→五個荘町#歴史参照。小幡のみ両方に属していた。また五箇商人は卸売専門で小売りは行わなかった）。文亀2年（1502年）には保内商人の「若狭江越荷物」が高島南市商人に押収される事件が発生。この事件をきっかけとして保内側は五箇商人が独占していた今津から小浜に至る九里半街道の通商を圧迫していく。保内商人を保護する六角氏は享禄2年（1529年）11月10日には、保内商人が持ち出した保元2年（1157年）11月11日付の後白河院宣（ただし偽文書）を本物であると認め、保内の商売当知行を安堵し、五箇商人に罰金5万匹（銭500貫文）を課す裁決を下した。これ以後、九里半街道ルートを確保した保内商人は若狭への進出が加速し、五箇商人の商圏も蚕食していった。

### 保内商人の終焉
16世紀に入る頃から上記のように、戦国大名化した守護六角家の権力が次第にこの地域にも浸透しており、各郷の地侍層も六角家の被官となる者が続々と現れる。天文18年（1549年）には六角定頼が居城観音寺城下の石寺新市（現・近江八幡市）に楽市を開設（楽市・楽座の初例とされる）。石寺新市は従来保内商人が誘致されて保内町を形成するなど、特権を認められていたが、楽市は例外とされた。このような新儀自由商人と戦国大名の直接の結びつきは、既得権益で保護された中世的商人を淘汰し、大山崎油座などの大規模の座が衰退していく契機となったが、各地への流通ルートを確保し、強い団結を保った保内商人の活動は、戦国後期に至ってもなお盛んであった。しかし、天正4年（1576年）織田信長が安土城下における掟を定め、保内商人の牛馬商売の特権を停止。続いて豊臣秀吉による検地（太閤検地）を受けて以降、得珍保は近世的な村落として13箇村に再編されていったことで、保内商人の座商業は消滅した。しかし商人たちは村落に留まることなく、従来の流通ルートをさらに拡大し、近世以降も近江商人として活躍することとなる。近江商人もまた厳しい商業倫理を家訓として自らに課すことが多く、保内商人の名残りが見られる。